# アラビア・ペトラエア

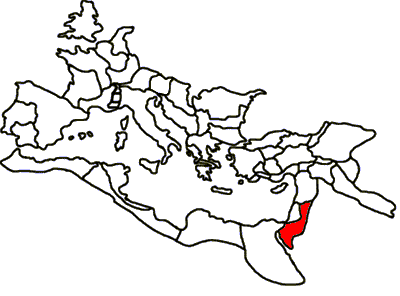
アラビア・ペトラエアの位置（120年頃のローマ帝国）

アラビア・ペトラエア（ラテン語: Arabia Petraea）は、2世紀に創設されたローマ帝国の属州である。アラビア属州（アラビアぞくしゅう、ラテン語: Provincia Arabia）とも称される。その領域は、かつてナバテア人の王国が存在した現在のヨルダン、シリア南部、シナイ半島、およびサウジアラビア北西部からなる。当時、北の境界はシリア属州に接し、西の境界はユダヤ属州とアエギュプトゥス（エジプト）に接していた。
この地域は、皇帝トラヤヌス（在位：98年 - 117年）の時代にローマ帝国へ編入された。トラヤヌスは外征に積極的だったので、アルメニアやメソポタミアなどもこの時期に征服された。その多くは次代ハドリアヌスの時代にローマの支配下を離れたが、アラビア・ペトラエアは長くローマ支配下に留まった。南の国境の砂漠地帯はアラビアの防護壁（リメス）とも呼ばれ、その先はパルティア王国と接していた。砂漠地帯には、遊牧民のサラセン人が住んでいた。パルティア人とパルミラ人の侵入も受けたが、同じローマ帝国の国境としてレヌス川（現：ライン川）やダヌビウス川（現：ドナウ川）流域方面、北アフリカ方面に比べると、侵略を受けず平穏な期間が長かった。
この地域からは皇帝が誕生しておらず、皇位に名乗りを上げて反乱を起こす者もいなかった（ただし、ローマ皇帝ピリップス・アラブスはアラビア・ペトラエア生まれの可能性もある）。

## 地理

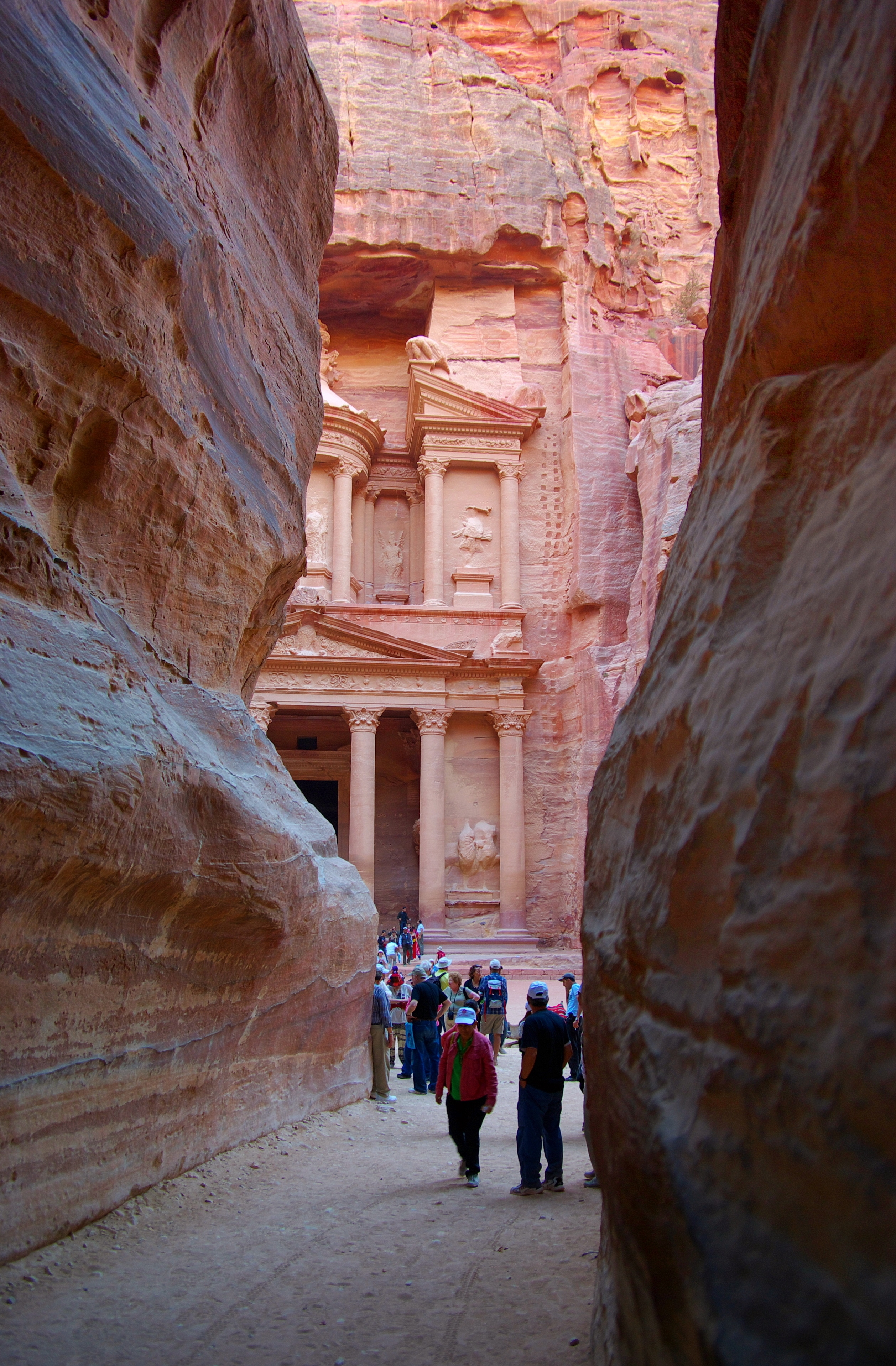
ペトラの遺跡 ― 1985年にユネスコの世界遺産に登録された。

アラビア・ペトラエアは、地域による違いが大きかった。大部分の地域には住人は少く、都市のほとんどは北部のヨルダン川周辺に発達した。モアブ台地（現ヨルダンの一部）には年間200mmの降雨があり、比較的肥沃であった。大きな港湾は、紅海につながるアカバ湾の先端に位置するアカバ1箇所だった。
州都の位置については議論が分かれており、シリア属州との国境に近いボスラの1箇所だったという説と、ボスラだけでなくモアブ台地の南端に位置したペトラも加えた2箇所だったという説がある。属州総督はペトラとボスラの両方を拠点としており、どちらにいても勅令を発することがあった。アラビア・ペトラエアを併合するとき、ローマ皇帝トラヤヌスはボスラを州都として「トライアネ（Traiane）」の名を与えた。一方、ハドリアヌスがローマ皇帝になったとき、それと同様の儀式をペトラに対して行った。ペトラはローマ第3軍団キュレナイカの拠点でもあった。
ヨルダン川周辺以外を見ると、シナイ半島の北部にはネゲヴと呼ばれる乾燥地帯が広がっていた。さらに、紅海沿岸の地域は、ヒスマ（Hismā）と呼ばれる荒地が沿岸の北側まで続いており、そこは岩だらけだった。

## ローマ帝国による征服
106年にローマに征服されるまでは、この地域はナバテア王国の領域で、ナバテア最後の王ラッベル2世ソテル（Rabbel、70年から在位）に統治されていた。ラッベルが死去すると、ローマ第3軍団キュレナイカはアエギュプトゥス（エジプト）から北上してペトラを、一方でシリアに駐屯していたローマ第6軍団フェラタは南下してボスラをそれぞれ征服した。ラッベルにはオボダス（Obodas）という名の後継ぎがおり、何を口実にローマが侵略したのかを示す記録は残っていない。二つのローマ軍団はナバテア王の親衛隊からはいくらか抵抗されたものの、ナバテア人からの本格的な抵抗はなく、さらに征服後にはナバテア人の軍隊はすぐにアウクシリアとして従事しはじめた。トラヤヌスはアラビア遠征に成功したにもかかわらずアラビクスのような称号を受けておらず（例えばダキア戦争で勝利したときにはダキウスの称号を受けた）、この征服に際しては、ナバテア王国側に何か事情があったと考えられる。トラヤヌスは、この後にチグリス川を越えてメソポタミアまで征服することになるが、ナバテア征服によってその野望の足がかりを確保したことになる。

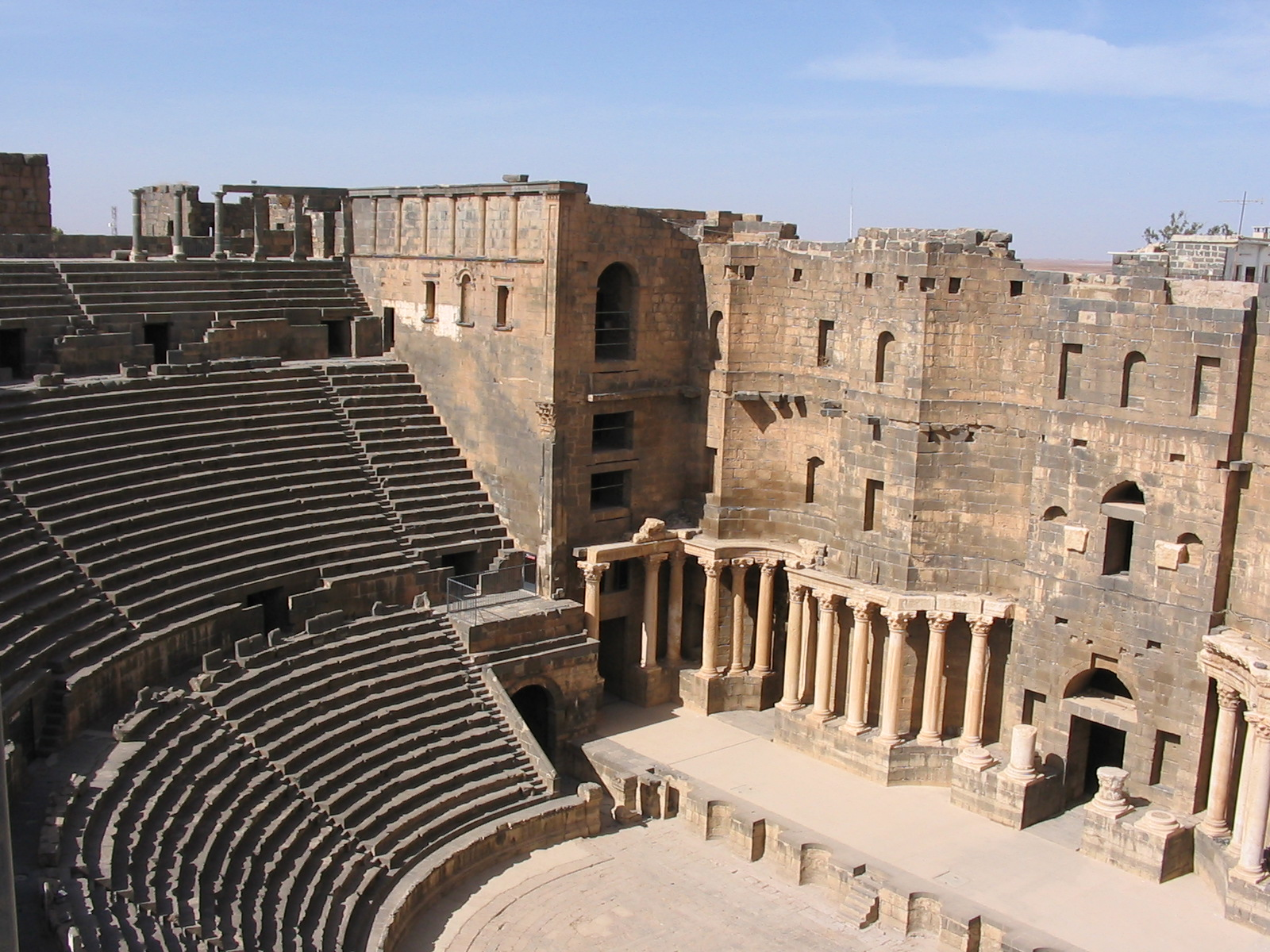
アラビア・ペトラエアの州都ボスラ

アラビア・ペトラエアの中心を通るトライアナ・ノウァ街道(Via Traiana Nova)が建設された。このローマ街道は、ボスラからペトラを経由してアカバまでを結んだ。街道の開設を待って公式にナバテア征服が祝賀され、表面はトラヤヌス帝の胸像・裏面にはラクダを描いた新硬貨が発行された。この硬貨は115年まで鋳造され続けたが、その頃になると、ローマ帝国の関心はアラビア・ペトラエアから離れてもっと東の領土に移った。

## ローマ化
ローマ帝国の支配下に入った後、東方の他の属州と同様、公用語がギリシア語に改められた。ミラーの研究が示したように、かつてアレクサンドロス3世に征服された時代でもアラビアは他の属州地域に比べてヘレニズム文化の影響が少なく、ローマ帝国が支配した当初はギリシア語はほとんど使われず、主にナバテア語やアラム語が使われていた。しかし、ローマによる征服の後はギリシア語が公用にも実用にも広まって、ナバテア語やアラム語に取って代わったことが、記録（“Umm al Quttain”）からも示されている。ローマ統治時代の遺物としてナバテア語の資料はいくつか見つかっているが、アラム語の使用例はディアスポラ（ユダヤ人共同体）のものしか見つかっていない。なお、アラム語は現代でもレバノンのマロン派キリスト教徒の間では使用されている。
ギリシア語が広まった一方、ラテン語はあまり広まらなかった。ラテン語の使用例は、127年の総督アニニウス・セクスティウス・フロレンティス（T. Aninius Sextius Florentinus）の墓標や個人名などに限られている。
言葉の他に、古代ローマの様々な文化や価値観も導入された。例えば、公共事業、軍を賛美することをはじめ、ギリシア文化や社会的な価値観が広まった。これらの新しい文化にアラビアはすぐに順応した。

## その後
シリア属州総督のガイウス・アウィディウス・カッシウスがローマ皇帝マルクス・アウレリウス・アントニヌスが死去したと勘違いして反乱を起こしたとき、アラビア・ペトラエアはカッシウスに対して何の支援もしなかった。その原因として、アラビア・ペトラエアはシリア属州と違って富や力が無かったからだ、と考える歴史家もいる。同様に、193年にシリア属州総督ペスケンニウス・ニゲルが皇帝を名乗って決起したときにも、アラビア・ペトラエアは何の支援もしなかった。
ローマ皇帝セプティミウス・セウェルスが即位すると、反乱を企てた東方の属州は処分されたが、アラビア・ペトラエア属州総督P・アエリウス・セウェリアヌス・マクシムスは、反乱に加担しなかった忠誠心を認められて留任した。ローマ第3軍団キュレナイカは、セウェリアナ（Severiana）の称号を授かった。一方、反乱を起こしたシリア属州は二つに分割され、アラビア・ペトラエアにはレジャ（Leja’）とジャバル・ドルズ（Jabal al-Druze）が加増された。これらの地域はダマスクスの南にあたり、後の皇帝ピリップス・アラブスの出生地である。
204年頃にピリップスが生まれたシャーバ（en:Shahba）という町は193年から225年の間のいずれかの年にシリア属州からアラビア・ペトラエアに変わっているので、ピリップス帝はアラビア・ペトラエア生まれの可能性がある。
セプティミウス・セウェルスは、メソポタミアを征服して帝国そのものを大きくしようとした。アラビア・ペトラエアはセウェルスが東方に勢力拡大する拠点となった。皇帝が東方で勢力を拡大するためには、何度も反乱が起きてきたシリア属州を鎮めて手なずけることが重要だったが、セウェルスはそれを3つの戦術で実現した。ひとつはシリア属州を2分割したこと、二つ目はレジャやジャバル・ドルズをアラビア・ペトラエアに編入したこと、そして三つ目はシリアのユリア・ドムナを妻に迎えたことである。
Bowersockによると、セウェルスがガリアを支配していたブリタンニア総督クロディウス・アルビヌスとの戦いに臨んでいるときに、シリアの反アラビア派が、アラビア・ペトラエアが反乱しようとしていると噂を広めた。この噂は、アラビアと正反対の国境に位置するガリアにも動揺を与えた。これは、それほどにアラビア・ペトラエアの影響力が大きかったことを現している。当時のローマ帝国においてアラビア・ペトラエアは、セウェルスとローマ帝国に対する忠誠の象徴のような存在で、ローマ文化の根底の岩盤とまで考えられていた。
284年に即位したローマ皇帝ディオクレティアヌスの時代、テトラルキア（四分統治）による統治制度の再編にあたって、アラビア・ペトラエアは今日のイスラエルにあたる領域まで拡大された。このとき、アラビア・ペトラエアはオリエント統治区（en:Praetorian prefecture）のオリエント教区の一部となった。
7世紀になって、アラビア・ペトラエアは正統カリフのウマルが率いるイスラム教徒によって征服され、ローマ帝国の支配は終わった。

## 参考資料
- Bowersock, G. W. (1983). Roman Arabia. Harvard University Press
- Millar, Fergus (1993). Roman Near East. Harvard University Press